# Raúl de Anda
Raúl de Anda (Ciudad de México, 1 de julio de 1908-Ciudad de México, 2 de febrero de 1997) fue un actor, productor, director y guionista cinematográfico mexicano, conocido popularmente como el Charro Negro, personaje que interpretó en varias cintas de gran éxito.

## Biografía
Raúl de Anda Gutiérrez nace en Ciudad de México el 1 de julio de 1908, miembro de una dinastía de charros, desde niño mostró gusto por la tradición familiar, a los 17 años, ya como profesional viajó con su espectáculo en el circo Ringling Brothers & Barnum & Bailey por la república mexicana, Centroamérica, España y los Estados Unidos. En 1930 se instala por un tiempo en Los Ángeles y participa como extra en varias cintas de producción estadounidense. A su regreso a México se convierte en pionero del cine sonoro mexicano al participar como actor en Santa (1931) y Águilas frente al sol (1931), las primeras dos cintas sonoras mexicanas. Poco a poco fue interpretando pequeños roles hasta que adquirió nombre como actor; de esta primera etapa sobresalen sus trabajos en El prisionero 13 (1933) y ¡Vámonos con Pancho Villa! (1935), donde protagoniza una de las escenas más memorables de la historia del cine mexicano cuando su personaje arrebata al enemigo una ametralladora, ayudado por su habilidad como jinete.
En 1937 fundó Producciones Raúl de Anda con la cual filmó Almas rebeldes, debut de Alejandro Galindo como director y Víctor Manuel Mendoza como actor. Al año siguiente debutaría él mismo como director  con La tierra del mariachi. En 1940 interpretaría, produciría y dirigiría un guion, que se convirtió en su primer gran éxito en todas sus facetas: El charro negro, mote con el cual fue conocido el resto de su vida, con este personaje hizo todavía tres cintas más, todas ellas exitosas.
Como productor fue responsable de varias filmes importantes, entre ellos: Campeón sin corona (1946), La reina del trópico (1946), Yo maté a Rosita Alvírez  (1947), El muchacho alegre (1947), El gallo giro (1948), Río Escondido (1948), El suavecito (1951), El águila negra (1953) y Los desarraigados (1960). A finales de los cincuenta presidió la Asociación de Productores y Distribuidores de Películas Mexicanas. Actores como David Silva, Fernando Casanova, Luis Aguilar, Yolanda Varela,  Víctor Parra, Carmelita González y Rosa de Castilla debieron en parte su éxito al apoyo de De Anda.
Raúl de Anda fue padre de cinco hijos. Agustín de Anda (1933) que murió asesinado en 1960, nacido de una relación previa al matrimonio que contrajo con Otilia Serrano en 1936 y del que nacieron Raúl (1940), Rodolfo (1943-2010), Antonio (1949) y Gilberto (1955). Todos se dedicaron, de alguna u otra forma, al cine como actores, realizadores, guionistas, productores y fotógrafos. En 1991 recibió el Ariel de oro por trayectoria. Falleció en Ciudad de México el 2 de febrero de 1997.

## Reconocimientos

### Premios Ariel
| Año  | Categoría    | Película    | Resultado |
| ---- | ------------ | ----------- | --------- |
| 1991 | Ariel de oro | Trayectoria | Ganador   |